# Научная картина мира
Нау́чная карти́на ми́ра — множество научных теорий в совокупности описывающих известный человеку мир, целостная система представлений об общих принципах и законах устройства мироздания.

## Определения
Научная картина мира — одно из основополагающих понятий в философии науки — особая форма систематизации знаний, качественное обобщение и мировоззренческий синтез различных научных теорий. Будучи целостной системой представлений об общих свойствах и закономерностях мира, научная картина мира существует как сложная структура, включающая в себя в качестве составных частей общенаучную картину мира и картины мира отдельных наук. Картины мира отдельных наук, в свою очередь, включают в себя соответствующие многочисленные концепции — определённые способы понимания и трактовки каких-либо предметов, явлений и процессов объективного мира, существующие в каждой отдельной науке.
Система убеждений, утверждающая основополагающую роль науки как источника знаний и суждений о мире называется сциентизм.
В процессе познания окружающего мира в сознании человека отражаются и закрепляются знания, умения, навыки, типы поведения и общения. Совокупность результатов познавательной деятельности человека образует определённую модель (картину мира). В истории человечества было создано и существовало довольно большое количество самых разнообразных картин мира, каждая из которых отличалась своим видением мира и специфическим его объяснением. Однако прогресс представлений об окружающем мире достигается преимущественно благодаря научному поиску. В научную картину мира не входят частные знания о различных свойствах конкретных явлений, о деталях самого познавательного процесса. Научная картина мира не является совокупностью всех знаний человека об объективном мире, она представляет собой целостную систему представлений об общих свойствах, сферах, уровнях и закономерностях реальной действительности.
Картина мира — системное образование, поэтому её изменение нельзя свести ни к какому единичному (пусть и самому крупному и радикальному) открытию. Речь обычно идёт о целой серии взаимосвязанных открытий (в главных фундаментальных науках), которые почти всегда сопровождаются радикальной перестройкой метода исследования, а также значительными изменениями в самих нормах и идеалах научности.
Научная картина мира — особая форма теоретического знания, репрезентирующая предмет исследования науки соответственно определённому этапу её исторического развития, посредством которой интегрируются и систематизируются конкретные знания, полученные в различных областях научного поиска.
Для западной философии середины 90-х годов XX века отмечались попытки ввести в арсенал методологического анализа новые категориальные средства, но вместе с тем чёткого разграничения понятий «картина мира» и «научная картина мира» не проведено. В нашей отечественной философско-методологической литературе термин «картина мира» применяется не только для обозначения мировоззрения, но и в более узком смысле — тогда, когда речь заходит о научных онтологиях, то есть тех представлениях о мире, которые являются особым типом научного теоретического знания. В этом значении научная картина мира выступает как специфическая форма систематизации научного знания, задающая видение предметного мира науки соответственно определённому этапу её функционирования и развития.
Также может использоваться словосочетание естественнонаучная картина мира.
В процессе развития науки происходит постоянное обновление знаний, идей и концепций, более ранние представления становятся частными случаями новых теорий. Научная картина мира — не догма и не абсолютная истина. Научные представления об окружающем мире основаны на всей совокупности доказанных фактов и установленных причинно-следственных связей, что позволяет с определённой степенью уверенности делать способствующие развитию человеческой цивилизации заключения и прогнозы о свойствах нашего мира. Несоответствие результатов проверки теории, гипотезе, концепции, выявление новых фактов — всё это заставляет пересматривать имеющиеся представления и создавать новые, более соответствующие реальности. В таком развитии — суть научного метода.
Картина мира — термин, используемый в различных смыслах для обозначения:
- мировоззренческих структур, лежащих в фундаменте культуры определённой исторической эпохи. В этом же значении используются термины образ мира, модель мира, видение мира, характеризующие целостность мировоззрения.
- научных онтологий, то есть тех представлений о мире, которые являются особым типом научного теоретического знания. В этом смысле понятие научной картины мира используется для обозначения:
  - горизонта систематизации знаний, полученных в различных научных дисциплинах. Научная картина мира при этом выступает как целостный образ мира, включающий представления о природе и обществе
  - системы представлений о природе, складывающихся в результате синтеза естественнонаучных знаний (аналогичным образом этим понятием обозначается совокупность знаний, полученных в гуманитарных и общественных науках)
  - посредством этого понятия формируется видение предмета конкретной науки, которое складывается на соответствующем этапе её истории и меняется при переходе от одного этапа к другому.

Соответственно указанным значениям, понятие научной картины мира расщепляется на ряд взаимосвязанных понятий, каждое из которых обозначает особый тип научной картины мира как особый уровень систематизации научных знаний:
- общенаучная картина мира (систематизированное знание, полученное в различных областях)
- естественнонаучная картина мира и социально(общественно)-научная картина мира
- конкретно-научная картина мира (физическая картина мира, картина исследуемой реальности)
- специальная (частная, локальная) научная картина мира отдельных отраслей науки.

Также выделяют «наивную» картину мира
Научная картина мира не является ни философией, ни наукой; от научной теории научная картина мира отличается философским преобразованием категорий науки в фундаментальные понятия и отсутствием процесса получения и аргументации знания; при этом научная картина мира не сводится к философским принципам, так как является следствием развития научного знания.

## Исторические типы
Чётко и однозначно фиксируемых радикальных смен научной картины мира, научных революций в истории развития науки можно выделить три, которые обычно принято персонифицировать по именам трёх учёных, сыгравших наибольшую роль в происходивших изменениях.

### Аристотелевская
Период: VI—IV века до нашей эры
Обусловленность:
Отражение в трудах:
- Наиболее полно — Аристотеля: создание формальной логики (учение о доказательстве, главный инструмент выведения и систематизации знания, разработал категориально-понятийный аппарат), утверждение своеобразного канона организации научного исследования (история вопроса, постановка проблемы, аргументы за и против, обоснование решения), дифференциация самого знания (отделение науки о природе от математики и метафизики)

Результат:
- возникновение самой науки
- отделение науки от других форм познания и освоения мира
- создание определённых норм и образцов научного знания.

### Ньютоновская научная революция
Классическое естествознание
Период: XVI—XVIII века
Исходный пункт: переход от геоцентрической модели мира к гелиоцентрической.
Обусловленность:
Отражение в трудах:
- Открытия: Н. Коперника, Г. Галилея, И. Кеплера, Р. Декарта. И. Ньютон подвёл итог их исследованиям, сформулировал базовые принципы новой научной картины мира в общем виде.

Основные изменения:
- Язык математики, выделение строго объективных количественных характеристик земных тел (форма величина, масса, движение), выражение их в строгих математических закономерностях
- Методы экспериментального исследования. Исследуемые явления — в строго контролируемых условиях
- Отказ от концепции гармоничного, завершённого, целесообразно организованного космоса.
- Представления: Вселенная бесконечна и объединена только действием идентичных законов
- Доминанта: механика, все соображения, основанные на понятиях ценности, совершенства, целеполагания, были исключены из сферы научного поиска.
- Познавательная деятельность: чёткая оппозиция субъекта и объекта исследования.

Итог: появление механистической научной картины мира на базе экспериментально математического естествознания.

### Эйнштейновская революция
Период: рубеж XIX—XX веков.
Обусловленность:
- Открытия:
  - сложная структура атома
  - явление радиоактивности
  - дискретность характера электромагнитного излучения
- и др.

«Материя и излучение, согласно специальной теории относительности, являются только особыми формами энергии, распределенной в пространстве; таким образом, весомая масса теряет своё особое положение и является лишь особой формой энергии».— Альберт Эйнштейн, 1920 г.[14]
Итог: была подорвана важнейшая предпосылка механистической картины мира — убеждённость в том, что с помощью простых сил, действующих между неизменными объектами, можно объяснить все явления природы.

## Критика и сравнение с другими «картинами мира»
Само понятие «картина мира» не является самоочевидным. Мартин Хайдеггер указывает, что такой термин характерен только для новоевропейской культуры, его не знали ни античность, ни средневековье. Мир, понятый как картина, возможен лишь тогда, когда человек становится «первым и исключительным субъектом», делает себя точкой отсчёта для сущего как такового. Научная картина мира — это одна из возможных картин мира, поэтому ей присуще как что-то общее со всеми остальными картинами мира — мифологической, религиозной, философской, — так и нечто особенное, что выделяет именно научную картину мира из многообразия всех остальных образов мира Доктор философии Павел Челышев считает, что научная картина мира не полна и не окончательна, наука даёт лишь «факты», которым можно находить объяснения с разных мировоззренческих позиций. Для поиска мировоззренческих оснований надо обращаться к философии, религии, искусству, обыденному сознанию.

### С религиозной
Научная картина мира может отличаться от религиозных представлений о мире, основанных на авторитете пророков, религиозной традиции, священных текстах и т. д. Поэтому религиозные представления более консервативны в отличие от научных, меняющихся в результате обнаружения новых фактов. В свою очередь, религиозные концепции мироздания могут изменяться, чтобы приблизиться к научным взглядам своего времени. В основе получения научной картины мира лежит эксперимент, который позволяет подтвердить достоверность тех или иных суждений. В основе религиозной картины мира лежит вера в истинность тех или иных суждений, принадлежащих какому-либо авторитету. Тем не менее вследствие переживания всевозможных «эзотерических» состояний (не только религиозного или оккультного происхождения), человек может получить личный опыт, подтверждающий определённую картину мира, но в большинстве случаев попытки построить на этом научную картину мира относятся к псевдонауке.

### С художественной и бытовой
Научная картина мира отличается также от мировоззрения, свойственного бытовому или художественному восприятию мира, использующего бытовой/художественный язык для обозначения объектов и явлений мира. Например, человек искусства создаёт художественные образы мира на основании синтеза своего субъективного (эмоционального восприятия) и объективного (бесстрастного) постижения, в то время как человек науки сосредоточен на исключительно объективном и с помощью критического мышления устраняет субъективность из результатов исследований.

### С философской
Отношения науки и философии являются предметом дискуссии. С одной стороны, история философии — это гуманитарная наука, основной метод которой — толкование и сравнение текстов. С другой стороны, философия претендует на то, чтобы быть чем-то большим, чем наука, её началом и итогом, методологией науки и её обобщением, теорией более высокого порядка, метанаукой. Наука существует как процесс выдвижения и опровержения гипотез, роль философии при этом заключается в исследовании критериев научности и рациональности. Вместе с тем, философия осмысливает научные открытия, включая их в контекст сформированного знания и тем самым определяя их значение. С этим связано древнее представление о философии как о царице наук или о науке наук.

### Со смешанной
Все перечисленные представления могут присутствовать у человека вместе и в различных сочетаниях. Научная картина мира, хотя и может составлять значительную часть мировоззрения, никогда не является его адекватной заменой, так как в своём индивидуальном бытии человек нуждается как в эмоциях и художественном или чисто бытовом восприятии окружающей действительности, так и в представлениях о том, что находится за пределами достоверно известного или на границе неизвестности, которую предстоит преодолеть в тот или иной момент в процессе познания.

### Эволюция представлений
Существуют различные мнения о том, как изменяются представления о мире в истории человечества. Поскольку наука появилась сравнительно недавно, она может давать дополнительные сведения о мире. Однако некоторые философы считают, что со временем научная картина мира должна полностью вытеснить все другие.
По классификации Конта, научная картина мира олицетворяет собой третью, позитивную (после теологической и метафизической) фазу последовательного фазиса философской мысли в истории всего человечества.
Фейербах так сказал о смене своих идей: 
«Бог был моей первой мыслью, разум — второй, человек — третьей и последней.»
Из представлений Фейербаха идея эволюции философии и социума перешла также в марксизм.

## Вселенная

### История Вселенной

#### Рождение Вселенной
В соответствии с данными космологии, Вселенная возникла в результате взрывного процесса, получившего название Большой взрыв, произошедшего около 14 млрд лет назад. Теория Большого взрыва хорошо согласуется с наблюдаемыми фактами (например, расширением Вселенной и преобладанием водорода) и позволила сделать верные предсказания, в частности, о существовании и параметрах реликтового излучения.
В момент Большого взрыва Вселенная и само пространство имели микроскопические, квантовые размеры.
В соответствии с инфляционной моделью, в начальной стадии своей эволюции Вселенная пережила период ускоренного расширения — инфляции (расширение пространства быстрее скорости света не противоречит Теории относительности). Предполагается, что в этот момент Вселенная была «пустой и холодной» (существовало только высокоэнергетическое скалярное поле), а затем заполнилась горячим веществом, продолжающим расширяться.
Переход энергии в массу не противоречит физическим законам, например, рождение пары частица-античастица из вакуума можно наблюдать и сейчас в научных экспериментах.
О причинах Большого взрыва выдвинуто несколько гипотез. В соответствии с одной из них, взрыв порождён флуктуацией вакуума. Причина флуктуации — квантовые колебания, которые испытывает любой объект на квантовом уровне; вероятность крупной флуктуации низка, но отлична от нуля. В результате флуктуации вакуум вышел из состояния равновесия (см. туннельный эффект) и перешёл в новое состояние с меньшим энергетическим уровнем (что привело к выделению энергии).
Другая гипотеза, оперирующая в терминах теории струн, предполагает некое внешнее по отношению к нашей Вселенной событие, например, столкновение бран в многомерном пространстве.
Некоторые физики допускают возможность множественности подобных процессов, а значит и множественность вселенных, обладающих разными свойствами. Тот факт, что наша Вселенная приспособлена для образования жизни, может объясняться случайностью — в «менее приспособленных» вселенных просто некому это анализировать (см. Антропный принцип и текст лекции «Инфляция, квантовая космология и антропный принцип»). Ряд учёных выдвинули концепцию «кипящей Мультивселенной», в которой непрерывно рождаются новые вселенные и у этого процесса нет начала и конца.
Сам факт Большого взрыва с высокой долей вероятности является доказанным, но объяснения его причин и подробные описания того, как это происходило, пока относятся к разряду гипотез.

#### Эволюция Вселенной
Расширение и остывание Вселенной в первые мгновения существования нашего мира привело к следующему фазовому переходу — образованию физических сил и элементарных частиц в их современной форме.
Доминирующие теории сводятся к тому, что первые 300—400 тыс. лет Вселенная была заполнена только ионизированным водородом и гелием. По мере расширения и остывания Вселенной они перешли в стабильное нейтральное состояние, образовав обычный газ. Предположительно через 500 млн лет зажглись первые звёзды, а сгустки вещества, образовавшиеся на ранних стадиях благодаря квантовым флуктуациям, превратились в галактики.
В результате термоядерных реакций в звёздах были синтезированы более тяжёлые элементы (вплоть до углерода). Во время взрывов сверхновых звёзд образовались ещё более тяжёлые элементы. В молодых галактиках процесс образования и гибели звёзд шёл очень бурно. Чем массивнее звезда, тем быстрее она гибнет и рассеивает бо́льшую часть своего вещества в пространстве, обогащая его разнообразными химическими элементами. После взрывов вещество сгущалось снова, в результате чего зажигались звёзды следующих поколений, вокруг которых образовывались планетные системы. Поэтическая фраза «мы состоим из пепла давно угасших звёзд» полностью соответствует действительности.

#### Образование звёзд и планетных систем
Образование звёзд и планетных систем изучает наука космогония. Под действием гравитации в газопылевых облаках формируются сгущения с образованием вращающихся газопылевых дисков. Основная масса вещества концентрируется в центре диска, где растёт температура, в результате чего начинается термоядерная реакция и вспыхивает звезда (рождения звёзд в газопылевых облаках наблюдались в телескоп). В остальных частях диска образуются планеты.
Термоядерные реакции слияния ядер атомов водорода с образованием гелия поддерживают горение звезды в течение большей части её жизни. Затем различные виды звёзд ведут себя по-разному: от краткого «раздувания» и постепенного остывания в виде белого карлика до мощных взрывов с образованием нейтронных звёзд и чёрных дыр.
Как показывают исследования последних лет, планетные системы вокруг звёзд весьма распространены (во всяком случае в нашей Галактике). В Галактике имеется несколько сотен миллиардов звёзд и, по-видимому, не меньшее количество планет.
Солнечная система образовалась около 5 млрд лет назад. Мы находимся в периферийной части нашей Галактики (хотя и достаточно далеко от её края).

### Устройство Вселенной
Одно из важнейших свойств Вселенной — она расширяется, причём ускоренно. Чем дальше расположен объект от нашей галактики, тем быстрее он от нас удаляется (но это не означает, что мы находимся в центре мира: то же самое справедливо для любой точки пространства).
Видимое вещество во Вселенной структурировано в звёздные скопления — галактики. Галактики образуют группы, которые, в свою очередь, входят в сверхскопления галактик. Сверхскопления сосредоточены в основном внутри плоских слоёв, между которыми находится пространство, практически свободное от галактик. Таким образом, в очень больших масштабах Вселенная имеет ячеистую структуру, напоминающую «ноздреватую» структуру хлеба. Однако на ещё бо́льших расстояниях (свыше 1 млрд световых лет) вещество во Вселенной распределено однородно.
Помимо видимого вещества во Вселенной присутствует тёмная материя, проявляющаяся через гравитационное воздействие. Тёмная материя, как и обычное вещество, также сосредоточена в галактиках. Природа тёмной материи пока неизвестна. Кроме того, имеется гипотетическая тёмная энергия, которая является причиной ускоренного расширения Вселенной. По одной из гипотез, в момент Большого взрыва вся тёмная энергия была «спрессована» в маленьком объёме, что и послужило причиной взрыва (в соответствии с другими гипотезами, тёмная энергия может проявляться лишь на больших расстояниях).
Согласно расчётам, свыше 70 % массы во Вселенной приходится на тёмную энергию (если перевести энергию в массу по формуле Эйнштейна), свыше 20 % — на тёмную материю и лишь около 5 % — на обычное вещество.

## Природа

### Пространство и время
Понятия пространства и времени составляют основу физики. Согласно классической физике, базирующейся на законах Ньютона, физические взаимодействия разворачиваются в бесконечном трёхмерном пространстве — так называемом абсолютном пространстве, время в котором может быть измерено универсальными часами (абсолютное время).
В начале двадцатого века учёные обнаружили в ньютоновской физике некоторые противоречия. В частности, физики не могли объяснить, каким образом скорость света остаётся постоянной вне зависимости от того, движется ли наблюдатель. Альберт Эйнштейн разрешил этот парадокс в своей специальной теории относительности.
В соответствии с теорией относительности, пространство и время относительны — результаты измерения длины и времени зависят от того, движется наблюдатель или нет. Эти эффекты проявляются, к примеру, в необходимости корректировать часы на навигационных спутниках GPS.
Основываясь на теории Эйнштейна, Герман Минковский создал элегантную теорию, описывающую пространство и время как 4-мерное пространство-время (пространство Минковского). В пространстве-времени расстояния (точнее, гиперрасстояния, так как они включают время как одну из координат) абсолютны: они одинаковы для любого наблюдателя.
Создав специальную теории относительности, Эйнштейн обобщил её в общей теории относительности, включив в рассмотрение гравитацию. Согласно общей теории относительности, массивные тела искривляют пространство-время, что и обусловливает гравитационные взаимодействия. При этом природа гравитации и ускорения одна и та же — мы можем чувствовать ускорение или гравитацию в том случае, если совершаем криволинейное движение в пространстве-времени.
Перед современной физикой стоит задача создания общей теории, объединяющей квантовую теорию поля и теорию относительности. Это позволило бы объяснить процессы, происходящие в чёрных дырах и, возможно, механизм Большого взрыва.
Согласно Ньютону, пустое пространство является реальной сущностью (это утверждение иллюстрирует мысленный эксперимент: если в пустой Вселенной мы будем раскручивать тарелку с песком, то песок начнёт разлетаться, так как тарелка будет крутиться относительно пустого пространства). Согласно интерпретации Лейбница-Маха, реальной сущностью являются только материальные объекты. Из этого следует, что песок не будет разлетаться, так как его положение относительно тарелки не меняется (то есть во вращающейся вместе с тарелкой системе отсчёта ничего не происходит). При этом противоречие с опытом объясняется тем, что в действительности Вселенная не пуста, а вся совокупность материальных объектов формирует гравитационное поле, относительно которого крутится тарелка. Эйнштейн первоначально считал верной интерпретацию Лейбница-Маха, однако во второй половине жизни склонялся к тому, что пространство-время является реальной сущностью.
Согласно экспериментальным данным, пространство (обычное) нашей Вселенной на больших расстояниях имеет нулевую либо очень маленькую положительную кривизну. Это объясняют быстрым расширением Вселенной в начальный момент, в результате чего элементы кривизны пространства выровнялись (см. Инфляционная модель Вселенной).
В нашей Вселенной пространство имеет три измерения (согласно некоторым теориям, имеются дополнительные измерения на микрорасстояниях), а время — одно.
Время движется только в одном направлении («стрела времени»), хотя физические формулы симметричны относительно направленности времени, за исключением термодинамики. Одно из объяснений однонаправленности времени основывается на втором законе термодинамики, согласно которому энтропия может только возрастать и поэтому определяет направленность времени. Рост энтропии объясняется вероятностными причинами: на уровне взаимодействия элементарных частиц все физические процессы обратимы, но вероятность цепочки событий в «прямом» и «обратном» направлении может быть разной. Благодаря этой вероятностной разнице мы можем судить о событиях прошлого с большей уверенностью и достоверностью, чем о событиях будущего. Согласно другой гипотезе, редукция волновой функции необратима и потому определяет направленность времени (однако многие физики сомневаются, что редукция является реальным физическим процессом). Некоторые учёные пытаются примирить оба подхода в рамках теории декогеренции: при декогеренции информация о большинстве предшествующих квантовых состояниях теряется, следовательно, этот процесс необратим во времени.

### Физический вакуум
Вакуум не является абсолютной пустотой. В соответствии с квантовой теорией поля, в вакууме происходят квантовые флуктуации физических полей вокруг нулевого значения, непрерывно рождаются и умирают виртуальные частицы, которые при определённых условиях могут превращаться в реальные. Наличие флуктуаций в пустом пространстве подтверждается экспериментально (см. Эффект Казимира).
Согласно некоторым теориям, вакуум может находиться в разных состояниях с разными уровнями энергии. По одной из гипотез, вакуум заполнен полем Хиггса (сохранившимися после «Большого взрыва» «остатками» инфлатонного поля), которое ответственно за проявления гравитации и наличие тёмной энергии.
Некоторые из этих предсказаний теории поля уже были успешно подтверждены экспериментом. Так, эффект Казимира и лэмбовский сдвиг атомных уровней объясняется нулевыми колебаниями электромагнитного поля в физическом вакууме. На некоторых других представлениях о вакууме базируются современные физические теории. Например, существование нескольких вакуумных состояний (упомянутых выше ложных вакуумов) является одной из главных основ инфляционной теории Большого взрыва.

### Элементарные частицы
Элементарные частицы — микрообъекты, которые невозможно расщепить на составные части, способные существовать самостоятельно.
Некоторые элементарные частицы (электрон, нейтрино, кварки и т. д.) на данный момент считаются бесструктурными и рассматриваются как первичные фундаментальные частицы. Другие элементарные частицы (так называемые составные частицы, в том числе частицы, входящие в ядро атома — протоны и нейтроны) состоят из элементарных частиц «меньшего порядка», но тем не менее по современным представлениям, разделить их на отдельные части невозможно по причине эффекта конфайнмента. Например, нейтрон состоит из трёх кварков, которые не существуют в свободном состоянии, но могут превращаться в другие частицы (кварки притягиваются тем сильнее, чем дальше они друг от друга, и разделить их невозможно).
Всего вместе с античастицами открыто более 350 элементарных частиц. Из них стабильны фотон, электронное и мюонное нейтрино, электрон, протон и их античастицы. Остальные элементарные частицы самопроизвольно распадаются по экспоненциальному закону с постоянной времени от приблизительно 1000 секунд (для свободного нейтрона) до ничтожно малой доли секунды (от 10−24 до 10−22 с для резонансов). Ввиду большого разнообразия элементарных частиц, их размеры сильно отличаются, но далеко не для всех частиц размеры были точно определены.
Согласно Стандартной модели, вся материя (включая свет) состоит из 12 фундаментальных частиц вещества (6 лептонов и 6 кварков — не считая соответствующих античастиц) и 12 частиц-переносчиков взаимодействий (8 глюонов, 3 калибровочных бозона, один фотон).
Всем элементарным частицам присущ корпускулярно-волновой дуализм: с одной стороны, частицы представляют собой единые неделимые объекты, с другой стороны, вероятность их обнаружить «размазана» по пространству («размазанность» имеет фундаментальный характер и не является просто математической абстракцией, этот факт иллюстрирует, к примеру, эксперимент с одновременным прохождением фотона сразу через две щели). При некоторых условиях такая «размазанность» может принимать даже макроскопические размеры.
Квантовая механика описывает частицу, используя так называемую волновую функцию, физический смысл которой пока неясен. Квадрат её модуля определяет не где точно находится частица, а где бы она могла находиться и с какой вероятностью. Таким образом, поведение частиц носит принципиально вероятностный характер: вследствие «размазанности» вероятности обнаружить частицу в пространстве мы не можем с абсолютной уверенностью определить её местоположение и импульс (см. принцип неопределённости). Но в макромире дуализм незначителен.
При экспериментальном определении точного местонахождения частицы происходит редукция волновой функции, то есть в процессе измерения «размазанная» частица превращается на момент измерения в «неразмазанную» с распределённым случайным образом одним из параметров взаимодействия, также этот процесс называют «схлопыванием» частицы. Редукция является мгновенным процессом (реализуемым выше скорости света), поэтому многие физики считают её не реальным процессом, а математическим приёмом описания. Аналогичный механизм действует в экспериментах с запутанными частицами (см. квантовая запутанность). В то же время, экспериментальные данные позволяют многим учёным утверждать, что эти мгновенные процессы (включая взаимосвязь между пространственно разделёнными запутанными частицами) имеют реальную природу. При этом информация не передаётся и теория относительности не нарушается.
Пока неизвестны причины того, почему имеется именно такой набор частиц, причины наличия массы у некоторых из них и ряда других параметров. Перед физикой стоит задача построить теорию, в которой свойства частиц вытекали бы из свойств вакуума.
Одной из попыток построить универсальную теорию стала теория струн, в рамках которой фундаментальные элементарные частицы представляют собой одномерные объекты (струны), отличающиеся только своей геометрией.

### Взаимодействия
В природе существуют четыре фундаментальные силы и все физические явления обусловлены всего четырьмя видами взаимодействий (в порядке убывания силы):
- сильное взаимодействие соединяет кварки в адроны и удерживает протоны и нейтроны в составе атомного ядра (действует на расстояниях порядка 10−15 м);
- электромагнитное взаимодействие действует между частицами, имеющими электрический заряд, и «ответственно» за явления электромагнетизма;
- слабое взаимодействие обусловливает большинство распадов элементарных частиц, взаимодействия нейтрино с веществом и др. (действует на расстоянии порядка 10−18 м);
- благодаря гравитационному взаимодействию объекты, имеющие массу, притягиваются друг к другу.

Согласно новейшим теориям, взаимодействие происходит благодаря переносу частицы-носителя взаимодействия между взаимодействующими частицами. Например, электромагнитное взаимодействие между двумя электронами происходит в результате переноса фотона между ними. Природа гравитационного взаимодействия пока точно неизвестна, предположительно оно происходит в результате переноса гипотетических частиц гравитонов.
Многие физики-теоретики полагают, что в действительности в природе имеется лишь одно взаимодействие, которое может проявляться в четырёх формах (подобно тому, как всё многообразие химических реакций есть различные проявления одних и тех же квантовых эффектов). Поэтому задача фундаментальной физики — разработка теории «великого объединения» взаимодействий. К настоящему времени разработана лишь теория электрослабого взаимодействия, объединившего слабое и электромагнитное взаимодействия.
Как предполагают, в момент Большого взрыва действовало единое взаимодействие, которое разделилось на четыре в первые мгновения существования нашего мира.

### Атомы
Вещество, с которым мы сталкиваемся в повседневной жизни, состоит из атомов. В состав атомов входит атомное ядро, состоящее из протонов и нейтронов, а также электроны, «мерцающие» вокруг ядра (квантовая механика использует понятие «электронное облако»). Протоны и нейтроны относятся к адронам (которые состоят из кварков). В лабораторных условиях удалось получить «экзотические атомы», состоящие и из других элементарных частиц (например, пионий и мюоний, в состав которых входят пион и мюон.).
Атомы каждого химического элемента имеют в своём составе одно и то же количество протонов, называемое атомным номером или зарядом ядра. Однако количество нейтронов может различаться, поэтому один химический элемент может быть представлен несколькими изотопами. В настоящее время известно свыше 110 элементов, наиболее массивные из которых нестабильны (см. также Таблица Менделеева).
Атомы могут взаимодействовать друг с другом, образуя химические соединения. Взаимодействие происходит на уровне их электронных оболочек. Химические вещества чрезвычайно многообразны.
Наука пока не решила задачу точного предсказания физических свойств химических веществ.
В XIX веке считалось, что атомы являются первичными «кирпичиками» строения материи. Однако и сейчас остаётся открытым вопрос о том, существует ли предел деления материи, о котором говорил ещё Демокрит (см. Атомизм).

## Жизнь

### Понятие живого
Согласно определению академика РАН Э. М. Галимова, жизнь есть материализованное в организмах явление возрастающего и наследуемого упорядочения, присущее при определённых условиях эволюции соединений углерода. Для всех живых организмов характерны обособленность от среды, способность к самовоспроизведению, функционирование посредством обмена веществом и энергией с окружающей средой, способность к изменчивости и адаптации, способность воспринимать сигналы и способность на них реагировать.

### Устройство живых организмов, гены и ДНК
Живые организмы состоят из органических веществ, воды и минеральных соединений. Фенотип (совокупность внешних и внутренних признаков) организма в основном определяется набором его генов, в которых записана большая часть наследственной информации. Количество генов может варьировать от нескольких генов у простейших вирусов до десятков тысяч у высших организмов (около 30 тыс. у человека).
Носителем генетической информации является ДНК — сложная органическая молекула, имеющая форму двойной спирали. Информация на ней «записана» в виде последовательности нуклеотидов, полимером которых она является. Генетический код определяет формирование белков (из которых, в основном, состоят живые организмы) на основе информации, содержащейся в ДНК. В генетическом коде используется лишь 4 «буквы»-нуклеотида; код един для всех земных организмов. Существуют очень немногочисленные исключения из этого правила, которые являются модификациями единого кода (например, метилирование отдельных нуклеотидов).
Генетический код определяет порядок синтеза белков, из которых состоят все живые организмы.
Генетическая информация реализуется при экспрессии генов в процессах транскрипции и трансляции. Передача генетической информации от родительской клетки дочерним происходит в результате репликации (копирования ДНК комплексом ферментов).
Помимо генов в ДНК имеются некодирующие участки. Некоторые из них выполняют регуляторную функцию (энхансеры, сайленсеры); функция других пока неизвестна.
Генетика достигла впечатляющих успехов. Учёные умеют внедрять гены одних организмов в геномы других, клонировать живые существа, «включать» и «выключать» определённые гены и многое другое. Это привносит проблемы морального плана.

### Эволюция живых организмов

#### Принципы эволюции
Развитие жизни на Земле, в том числе усложнение живых организмов происходит в результате непредсказуемых мутаций и последующего естественного отбора наиболее удачных из них.
Развитие таких сложных приспособлений, как глаз, в результате «случайных» изменений может показаться невероятным. Однако анализ примитивных биологических видов и палеонтологических данных показывает, что эволюция даже самых сложных органов происходила через цепочку небольших изменений, каждое из которых по отдельности не представляет ничего необычного. Компьютерное моделирование развития глаза позволило сделать вывод, что его эволюция могла бы осуществляться даже быстрее, чем это происходило в реальности
В целом, эволюция, изменение систем — есть фундаментальное свойство природы, воспроизводимое в лабораторных условиях. Для открытых систем это не противоречит закону возрастания энтропии. Процессы самопроизвольного усложнения изучает наука синергетика. Один из примеров эволюции неживых систем — формирование десятков атомов на основе лишь трёх частиц и образование миллиардов сложнейших химических веществ на основе атомов.

#### История жизни на Земле
Зарождение жизни на Земле представляет пока не до конца решённую проблему.
Существует только две теории о зарождении жизни: самозарождение жизни — жизни предшествовала химическая эволюция, и занесение жизни из космоса. Последняя, однако, не решает проблемы происхождения жизни, поскольку оставляет открытым вопрос, где именно и как жизнь возникла в космосе:253.
Согласно палеонтологическим данным, первые прокариоты (бактерии) появились около 4 млрд лет назад. Первые эукариоты (клетки с ядром) образовались примерно 2 млрд лет назад в результате, согласно одной из наиболее распространённых теорий, симбиоза прокариот. Первые многоклеточные организмы появились около 1 млрд лет назад в результате симбиоза эукариот. Около 600 млн лет назад появились многие знакомые нам животные (например, рыбы, членистоногие и др.). 400 млн лет назад жизнь вышла на сушу. 300 млн лет назад появились деревья (с твёрдыми волокнами) и пресмыкающиеся, 200 млн лет назад — динозавры и яйцекладущие млекопитающие, 65 млн лет назад вымерли динозавры и появились плацентарные млекопитающие, около 100 тыс. лет назад появился современный человек (см. Геохронологическая шкала и сайт «История развития жизни»).

### Уровни организации жизни
Шесть основных структурных уровней жизни:
- Молекулярный
- Клеточный
- Организменный
- Популяционно-видовой
- Биогеоценотический
- Биосферный

## Человек
Расхождение предков современных человекообразных обезьян и человека произошло около 15 млн лет назад. Примерно 5 млн лет назад появились первые гоминиды — австралопитеки. Формирование «человеческих» черт шло одновременно у нескольких видов гоминид (такой параллелизм в истории эволюционных изменений наблюдался неоднократно).
Около 2,5 млн лет назад от австралопитеков обособился первый представитель рода Homo — человек умелый (Homo habilis), который уже умел изготавливать каменные орудия. 1,6 млн лет назад на смену Homo habilis пришёл человек прямоходящий (Homo erectus, питекантроп) с увеличенным объёмом мозга. Современный человек (кроманьонец) появился около 100 тыс. лет назад в Африке. Примерно 60—40 тыс. лет назад кроманьонцы перебрались в Азию и постепенно расселились по всем частям света за исключением Антарктиды, вытеснив другой вид людей — неандертальцев, вымерших около 30 тысяч лет назад. Все части света, включая Австралию и отдалённые острова Океании, Южную Америку, были заселены людьми задолго до Великих географических открытий Колумба, Магеллана и других европейских путешественников XV—XVI веков нашей эры.
У человека в гораздо большей степени, чем у других животных, развито абстрактное мышление и способность к обобщению.
Важнейшим достижением современного человека, во многом отличающего его от других животных, явилось освоение обмена информацией с помощью устной речи. Это позволило людям накапливать культурные достижения, в том числе совершенствовать способы изготовления и применения орудий труда из поколения в поколение.
Изобретение письменности, сделанное 4—3 тыс. лет до н. э. в междуречье Тигра и Евфрата (на территории современного Ирака) и в древнем Египте, значительно ускорило технический прогресс, так как позволило передавать накопленные знания без непосредственного контакта.